# Opernhaus Kairo

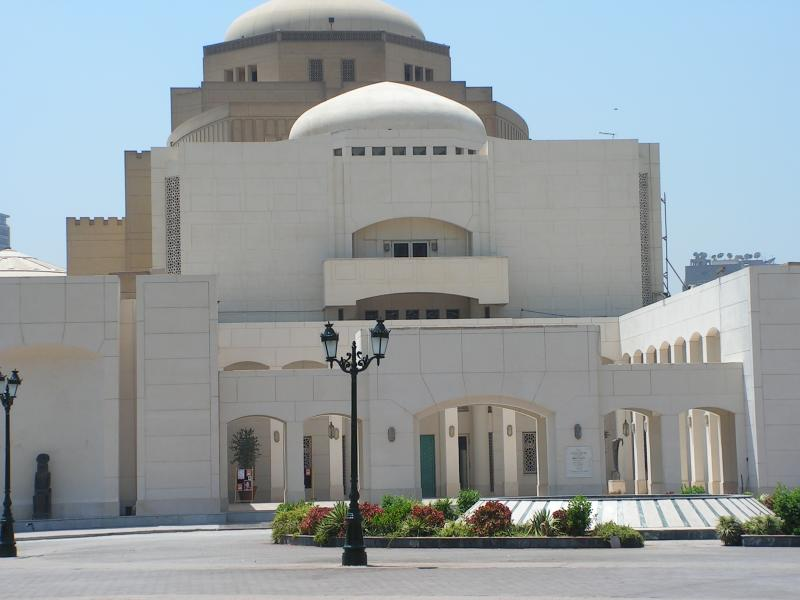
Opernhaus Kairo

Das Opernhaus Kairo (arabisch دار الأوبرا المصرية, DMG Dār al-Ūbirā al-Miṣriyya) gehört zum Kairoer Nationalen Kulturzentrum und ist das bedeutendste Theater der ägyptischen Hauptstadt. Es befindet sich im südlichen Teil der Nil-Insel Gezira im Stadtbezirk Zamalek, unweit der Innenstadt von Kairo, und ist die Heimstatt mehrerer Musik-, Theater- und Tanzensembles.

## Geschichte
Das Opernhaus Kairo stellt ein Geschenk Japans dar und geht auf den Staatsbesuch des ägyptischen Präsidenten Husni Mubarak in Japan im April 1983 zurück. Der Baubeginn erfolgte im Mai 1985, die Einweihung fand am 10. Oktober 1988 im Beisein von Mubarak und Prinz Tomohito von Mikasa statt, einem Cousin des japanischen Kaisers Akihito. Während der Einweihungsfeierlichkeiten wurde – zum ersten Mal in Afrika – ein japanisches Kabuki-Stück aufgeführt. Architekt war Ibrahim Abdel-Halim.
Zuvor hatte Kairo mehrere Jahre kein Opernhaus besessen, nachdem das 1869 erbaute Königliche Khedivial-Opernhaus in den frühen Morgenstunden des 28. Oktober 1971 durch einen Brand vollständig zerstört worden war.
Außerdem gibt es in der arabischen Welt noch das Royal Opera House Muscat in Oman, das 2011 eröffnet wurde. Ein weiteres arabisches Opernhaus ist die Dubai Opera, welches im August 2016 eröffnet wurde. Das alte Cinema „Opera“ in Beirut, das verschiedentlich als „Opernhaus“ bezeichnet wird, ist dagegen nur ein Kino gewesen. Es wurde 2001 zu einem Virgin Megastore umfunktioniert.

## Räumlichkeiten
Der große Saal des Hauses fasst bis zu 1200 Zuschauer, ein weiterer kleiner Saal bis zu 500 Zuschauer.

## Gastspiele
Die Oper in Kairo arbeitet mit vielen namhaften Ensembles aus Europa zusammen. Das sirene Operntheater aus Wien brachte hier 2012 die Oper "Türkenkind" von Wolfram Wagner zur Uraufführung.